# Tanghetto

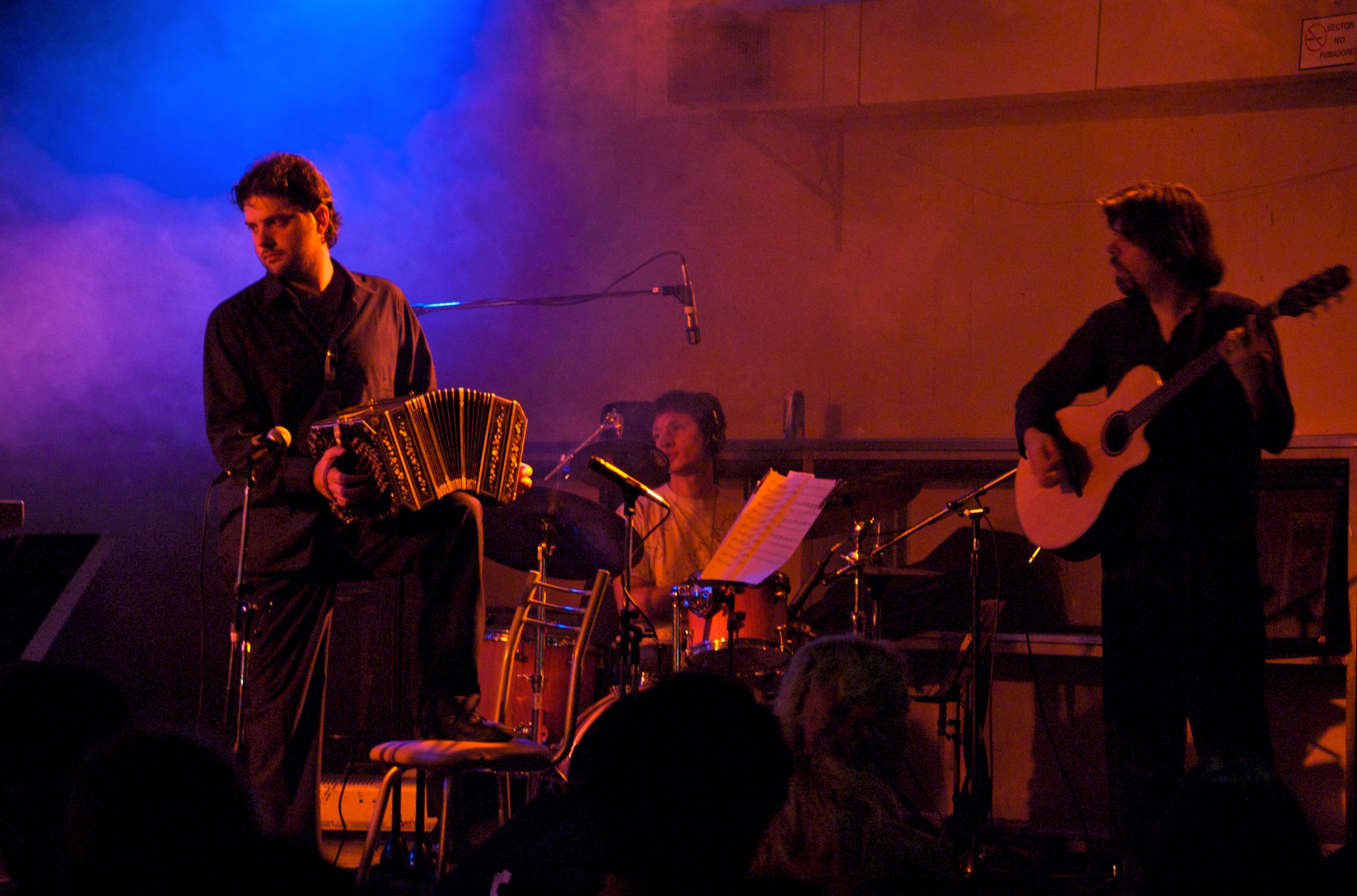
Tanghetto

Tanghetto ist eine argentinische Musikgruppe des Neotango oder des von ihnen selbst so genannten Electrotango. Ihre Musik ist eine Verschmelzung des neuen Tangos aus Buenos Aires, wie ihn Astor Piazzolla auf den Weg gebracht hat, mit elektronischer Musik.

## Werdegang
Die Gruppe wurde 2001 durch den Komponisten und Produzenten Max Masri und den Komponisten und Instrumentalisten Diego S. Velázquez gegründet. Ihr Debüt-Album Emigrante (electrotango), das Ende des Jahres 2003 herauskam, war nominiert für den Latin Grammy 2004 und gewann 2005 die Goldene Schallplatte und die Platin-Schallplatte 2007.
Im Jahr 2004 starteten die Musiker von Tanghetto ein paralleles Projekt namens Hybrid Tango (2005 ebenfalls für den Latin Grammy nominiert), was sie als „kosmopolitischen Tango“ definierten. Zur Fusion von Elektro und Musik aus Buenos Aires fügten sie Jazz, Flamenco, Candombe und andere Stile der Strömung Weltmusik. 
Im Februar 2005 brachte das unabhängige Musiklabel CONSTITUTION MUSIC eine Compilation Tangophopia Vol. 1: Contemporary Sounds of Buenos Aires heraus, mit unter anderem fünf bislang unveröffentlichte Stücke von Tanghetto. Im Oktober 2005 veröffentlichte Tanghetto das Album Buenos Aires Remixed, darauf enthalten sind Coverversionen der Stücke Enjoy the Silence und Blue Monday.
Nach Tourneen in Europa und Südamerika veröffentlichte die Gruppe im März 2008 das Album El miedo a la Libertad, dessen Titel sich auf Erich Fromms Escape from Freedom (deutsch: Die Furcht vor der Freiheit) von 1941 bezieht. Das Album enthält Bearbeitungen der Titel Sweet Dreams (are made of this) der Eurythmics, Englishman in New York von Sting und den Jazzklassiker Cantaloupe Island von Herbie Hancock.

## Bandmitglieder
- Max Masri: Synthesizer, Programmierung und Gesang
- Diego S. Velázquez: Gitarre, Synthesizer und Bassgitarre

Gastmusiker
- Antonio Boyadjian: Klavier und Elektrisches Klavier
- Federico Vazquez: Bandoneon
- Chao Xu: Cello und Erhu
- Daniel Corrado: Schlagzeug (klassisch und elektrisch), Percussion
- Aldo Di Paolo: Klavier und Elektrisches Klavier
- Alessio Santoro: Schlagzeug (klassisch und elektrisch), Percussion
- Martin Cecconi: Bandoneon
- Leandro Ragusa: Bandoneon
- Matias Rubino: Bandoneon
- Claudio Riva: Gitarre

## Diskografie

### Alben
- 2003: Emigrante
- 2004: Hybrid Tango
- 2005: Tangophobia Vol. 1 (Kompilation, beinhaltet fünf bisher unveröffentlichte Songs von Tanghetto)
- 2005: Buenos Aires Remixed (Remixalbum)
- 2006: Live in Buenos Aires (Live-DVD)
- 2008: El Miedo a la Libertad
- 2009: Más Allá del Sur
- 2015: Hybrid Tango 2

### Musikvideos
- 2005: Tangocrisis (vom Album Hybrid Tango)
- 2006: Barrio Sur (vom Album Hybrid Tango)
- 2006: Biorritmo (vom Album Tangophobia Vol. 1)
- 2006: Montevideo (von der DVD Live In Buenos Aires)
- 2007: Blue Monday (vom Album Buenos Aires Remixed)
- 2007: Mente Fragil (vom Album Emigrante)
- 2008: Alexanderplatz Tango (vom Album Emigrante)
- 2008: El Duelo (vom Album Hybrid Tango)
- 2008: Buscando Camorra (vom Album El Miedo a la Libertad)